# Fujiwara no Sadakata
Fujiwara no Sadakata (藤原定方, [[[873]] – 932] Erro: {{japonês}}: texto da transliteração contém caractere não latino (pos 17) (ajuda)), foi um poeta e nobre membro da Corte, estadista e político durante o Período Heian da História do Japão.

## Vida
Este membro do Ramo Kanjūji  do Clã Fujiwara era o segundo filho de naidaijin Fujiwara no Takafuji e Miyaji no Resshi; era o pai de Fujiwara no Asatada, Fujiwara no Asahira e Fujiwara no Asayori . Destacou-se como Udaijin (Ministro da Direita). Vivia na residência Sanjō, por isso também foi chamado como Sanjō udaijin (三条右大臣).

## Carreira
Em 895  foi nomeado como oficial subordinado na província de Mutsu. Em 896 foi promovido a kokushi da província de Owari. Posteriormente ocupou cargos governamentais nas províncias de Sagami e Bizen. 
Em 909 , foi promovido a Sangi e em 913 a Chūnagon. Sadakata assume em 919 o posto de Mutsu Dewa Azechi (Responsável Militar pela Região de Mutsu-Dewa). Mais tarde, em 920, ele foi nomeado Dainagon e em 921 como Shōsanmi. Finalmente, em 924 se tornou Udaijin. Ele morreu em 932.
Nas artes trabalhou com poesia waka e música orquestral, teve como padrões de Ki no Tsurayuki e Ōshikōchi no Mitsune. Seus poemas foram incluídos na antologia Kokin Wakashū e no Hyakunin Isshu. Compôs uma coleção de poemas de sua autoria chamado Sanjō udaijin-shu ( 三条右大臣集? ).

| Precedido por Fujiwara no Takafuji  | -- 3º Líder dos Kanjūji Fujiwara | Sucedido por Fujiwara no Asayori  |
| Precedido por Fujiwara no Tadahira  | 40º Udaijin (924 -932)           | Sucedido por Fujiwara no Nakahira |
| Precedido por Fujiwara no Kiyotsura | 42º Mutsu Dewa Azechi (919-923)  | Sucedido por Fujiwara no Nakahira |